# IC 4329
IC 4329 — галактика типа E/SB0 в созвездии Центавр. Поверхностная яркость — 13,1 mag/arcmin². Этот объект входит в число перечисленных в оригинальной редакции «Нового общего каталога».
В галактике вспыхнула сверхновая SN 2013hn типа Ia, её пиковая видимая звездная величина составила 15,2.